# Nederlands landskampioenschap 1926-1927
Al campionato parteciparono cinquanta squadre e il Heracles vinse il titolo.

## Est
|    | Club               | G  | V  | N | P  | GF | GS | Punti | DR  |                                   |
| -- | ------------------ | -- | -- | - | -- | -- | -- | ----- | --- | --------------------------------- |
| 1  | Heracles           | 19 | 13 | 3 | 3  | 54 | 26 | 29    | +28 | Qualificata per il gruppo finale. |
| 2  | SC Enschede        | 19 | 12 | 3 | 4  | 68 | 25 | 27    | +43 |                                   |
| 3  | Enschedese Boys    | 18 | 9  | 2 | 7  | 39 | 44 | 20    | -5  |                                   |
| 4  | ZAC                | 18 | 7  | 5 | 6  | 44 | 35 | 19    | +9  |                                   |
| 5  | Vitesse            | 18 | 7  | 4 | 7  | 45 | 42 | 18    | +3  |                                   |
| 6  | Go Ahead           | 18 | 5  | 6 | 7  | 32 | 39 | 16    | -7  |                                   |
| 7  | Wageningen         | 18 | 6  | 3 | 9  | 42 | 55 | 15    | -13 |                                   |
| 8  | DOTO Deventer      | 18 | 5  | 4 | 9  | 28 | 44 | 14    | -16 |                                   |
| 9  | Robur et Velocitas | 18 | 5  | 3 | 10 | 33 | 47 | 13    | -14 |                                   |
| 10 | HVV Hengelo        | 18 | 5  | 1 | 12 | 34 | 62 | 11    | -28 |                                   |

G = Partite giocate; V = Vittorie; N = Nulle/Pareggi; P = Perse; GF = Goal fatti; GS = Goal subiti; DR = Differenza reti, PT = Punti

## Nord
|    | Club            | G  | V  | N | P  | GF | GS | Punti | DR  |                                   |
| -- | --------------- | -- | -- | - | -- | -- | -- | ----- | --- | --------------------------------- |
| 1  | Velocitas 1897  | 18 | 16 | 0 | 2  | 79 | 21 | 32    | +58 | Qualificata per il gruppo finale. |
| 2  | Be Quick 1887   | 18 | 11 | 1 | 6  | 63 | 30 | 21    | +33 | 2 punti di penalizzazione.        |
| 3  | Achilles 1894   | 18 | 10 | 1 | 7  | 44 | 40 | 21    | +4  |                                   |
| 4  | VV Leeuwarden   | 18 | 9  | 2 | 7  | 41 | 48 | 20    | -7  |                                   |
| 5  | LVV Friesland   | 18 | 9  | 1 | 8  | 45 | 46 | 19    | -1  |                                   |
| 6  | GVAV-Rapiditas  | 18 | 7  | 2 | 9  | 42 | 45 | 16    | -3  |                                   |
| 7  | Veendam         | 18 | 6  | 3 | 9  | 40 | 50 | 15    | -10 |                                   |
| 8  | LAC Frisia 1883 | 18 | 5  | 4 | 9  | 45 | 64 | 14    | -19 |                                   |
| 9  | GVV Groningen   | 18 | 6  | 0 | 12 | 30 | 52 | 12    | -22 |                                   |
| 10 | WVV Winschoten  | 18 | 4  | 0 | 14 | 32 | 65 | 8     | -33 |                                   |

G = Partite giocate; V = Vittorie; N = Nulle/Pareggi; P = Perse; GF = Goal fatti; GS = Goal subiti; DR = Differenza reti, PT = Punti

## Sud
|    | Club              | G  | V  | N | P  | GF | GS | Punti | DR  |                            |
| -- | ----------------- | -- | -- | - | -- | -- | -- | ----- | --- | -------------------------- |
| 1  | NAC               | 18 | 12 | 4 | 2  | 60 | 20 | 28    | +40 | Qualificata per la finale. |
| 2  | MVV Maastricht    | 18 | 12 | 3 | 3  | 47 | 24 | 27    | +23 |                            |
| 3  | NOAD              | 18 | 9  | 8 | 1  | 43 | 17 | 26    | +26 |                            |
| 4  | PSV               | 18 | 6  | 7 | 5  | 37 | 31 | 19    | +6  |                            |
| 5  | Willem II         | 18 | 5  | 7 | 6  | 43 | 45 | 17    | -2  |                            |
| 6  | FC Eindhoven      | 18 | 4  | 8 | 6  | 23 | 24 | 16    | -1  |                            |
| 7  | BVV Den Bosch     | 18 | 4  | 7 | 7  | 24 | 46 | 15    | -22 |                            |
| 8  | RFC Roermond      | 18 | 4  | 6 | 8  | 29 | 45 | 14    | -16 |                            |
| 9  | RKVV Wilhelmina   | 18 | 4  | 3 | 11 | 24 | 47 | 11    | -23 |                            |
| 10 | Bredania/'t Zesde | 18 | 2  | 3 | 13 | 10 | 41 | 7     | -31 |                            |

G = Partite giocate; V = Vittorie; N = Nulle/Pareggi; P = Perse; GF = Goal fatti; GS = Goal subiti; DR = Differenza reti, PT = Punti

## Ovest-I
|    | Club                | G  | V  | N | P  | GF | GS | Punti | DR  |                                   |
| -- | ------------------- | -- | -- | - | -- | -- | -- | ----- | --- | --------------------------------- |
| 1  | Ajax                | 18 | 13 | 1 | 4  | 49 | 15 | 27    | +34 | Qualificata per il gruppo finale. |
| 2  | Stormvogels         | 18 | 10 | 4 | 4  | 59 | 35 | 24    | +24 |                                   |
| 3  | SBV Excelsior       | 18 | 8  | 3 | 7  | 42 | 44 | 19    | -2  |                                   |
| 4  | HVV 't Gooi         | 18 | 8  | 2 | 8  | 51 | 48 | 18    | +3  |                                   |
| 5  | RCH                 | 18 | 8  | 2 | 8  | 34 | 41 | 18    | -7  |                                   |
| 6  | Sparta Rotterdam    | 18 | 8  | 1 | 9  | 39 | 36 | 17    | +3  |                                   |
| 7  | DFC                 | 18 | 7  | 3 | 8  | 48 | 58 | 17    | -10 |                                   |
| 8  | Blauw-Wit Amsterdam | 18 | 8  | 1 | 9  | 34 | 42 | 17    | -8  |                                   |
| 9  | VUC                 | 18 | 6  | 1 | 11 | 37 | 52 | 13    | -15 |                                   |
| 10 | HVV Den Haag        | 18 | 4  | 2 | 12 | 30 | 52 | 10    | -22 |                                   |

G = Partite giocate; V = Vittorie; N = Nulle/Pareggi; P = Perse; GF = Goal fatti; GS = Goal subiti; DR = Differenza reti, PT = Punti

## Ovest-II
|    | Club                     | G  | V  | N | P  | GF | GS | Punti | DR  |                                   |
| -- | ------------------------ | -- | -- | - | -- | -- | -- | ----- | --- | --------------------------------- |
| 1  | Feyenoord                | 18 | 12 | 3 | 3  | 75 | 31 | 27    | +44 | Qualificata per il gruppo finale. |
| 2  | HFC EDO                  | 18 | 10 | 5 | 3  | 47 | 24 | 25    | +23 |                                   |
| 3  | FC Hilversum             | 18 | 8  | 7 | 3  | 43 | 28 | 23    | +15 |                                   |
| 4  | HBS Craeyenhout          | 18 | 9  | 4 | 5  | 46 | 35 | 22    | +11 |                                   |
| 5  | ZFC                      | 18 | 8  | 4 | 6  | 51 | 54 | 20    | -3  |                                   |
| 6  | UVV Utrecht              | 18 | 6  | 6 | 6  | 39 | 40 | 18    | -1  |                                   |
| 7  | De Spartaan              | 18 | 8  | 1 | 9  | 46 | 48 | 17    | -2  |                                   |
| 8  | Koninklijke HFC          | 18 | 5  | 4 | 9  | 35 | 44 | 14    | -9  |                                   |
| 9  | VOC                      | 18 | 4  | 3 | 11 | 35 | 53 | 11    | -18 |                                   |
| 10 | Ajax Sportman Combinatie | 18 | 1  | 1 | 16 | 25 | 85 | 3     | -60 |                                   |

G = Partite giocate; V = Vittorie; N = Nulle/Pareggi; P = Perse; GF = Goal fatti; GS = Goal subiti; DR = Differenza reti, PT = Punti

## Gruppo per il titolo
|   | Club           | G | V | N | P | GF | GS | Punti | DR  |
| - | -------------- | - | - | - | - | -- | -- | ----- | --- |
| 1 | Heracles       | 8 | 6 | 2 | 0 | 16 | 5  | 14    | +11 |
| 2 | NAC            | 8 | 5 | 0 | 3 | 14 | 11 | 10    | +3  |
| 3 | Ajax           | 8 | 3 | 2 | 3 | 14 | 15 | 8     | -1  |
| 4 | Feyenoord      | 8 | 3 | 1 | 4 | 10 | 10 | 7     | 0   |
| 5 | Velocitas 1897 | 8 | 0 | 1 | 7 | 4  | 17 | 1     | -13 |

G = Partite giocate; V = Vittorie; N = Nulle/Pareggi; P = Perse; GF = Goal fatti; GS = Goal subiti; DR = Differenza reti, PT = Punti